# Норио (Гардабанский муниципалитет)
Норио (груз. ნორიო) — село в Грузии, на территории Гардабанского муниципалитета края (мхаре) Квемо-Картли.

## География
Село находится в юго-восточной части Грузии, на расстоянии приблизительно 35 километров (по прямой) к северо-северо-западу от города Гардабани, административного центра муниципалитета. Абсолютная высота — 842 метра над уровнем моря.

## Население
По результатам официальной переписи населения 2014 года в Норио проживало 3756 человек (1883 мужчины и 1873 женщины). В национальной структуре населения грузины составляли 99,7 %.
| Год  | Население, человек |
| ---- | ------------------ |
| 2002 | 3968               |
| 2014 | ↘ 3756             |